# 8
Glej tudi: število 8
8 (VIII) je bilo prestopno leto, ki se je po julijanskem koledarju začelo na nedeljo.

## Dogodki
- Vonon I. postane kralj Parte.